# Guillermo Torres Meana
Guillermo Torres Meana   (Melilla, 1962) més conegut simplement com a Guillermo, és un dibuixant d'humor gràfic espanyol.

## Biografia
De 1973 a 1975 va estudiar al Col·legi d'Argantonio a la ciutat de Cadis. Aleshores ja demostrava ser un bon dibuixant, en realitzar un dibuix a la pissarra durant una classe de socials a setè d'educació general bàsica. Es tractava d'una endevinalla en forma de dibuix, amb un ocell en un taüt i unes espelmes. Després va estudiar als Salesianos de Triana a Sevilla, era un excel·lent estudiant, llavors era un noi amb el cabell llarg, amant dels Beatles i de la pintura. Assistia a l'estudi d'un pintor a rebre classes particulars, després es va llicenciar en Belles arts a la Universitat de Sevilla.
Durant anys va treballar a la revista El Jueves, amb seccions com «The Timos», «Te lo juro News» i «La Reina y yo», en la qual tractava de la família reial espanyola. També va publicar vinyetes al diari El Mundo.
El 2014 va ser un dels dibuixants que va abandonar El Jueves per editar el mensual Orgullo y satisfacción.
El 20 de juliol de 2007, la portada de l'últim numero de El Jueves, obra de Guillermo, va provocar que la revista fos segrestada pel jutge de l'Audiència Nacional Juan del Olmo, per un presumpte delicte d'injúries a la Corona. El dibuix en qüestió al·ludeix a Felip de Borbó, hereu del tron, mantenint una relació sexual amb son esposa, Letizia Ortiz.